# Poecilopsyche nasatya
Poecilopsyche nasatya är en nattsländeart som beskrevs av Schmid 1968. Poecilopsyche nasatya ingår i släktet Poecilopsyche och familjen långhornssländor. Inga underarter finns listade i Catalogue of Life.